# Barranc de Llavall
El Barranc de Llavall és un torrent del Solsonès afluent per l'esquerra de la Riera de Sanaüja. Neix al nord-est de la l'església parroquial de Sant Pere de Llobera. De direcció predominant cap a les 10 del rellotge, passa pel nord de la masia de Can Llavall i de les runes del Castell de Llobera. Després de rebre per la dreta les aigües del seu únic afluent, desguassa al seu col·lector al sud-est del nucli de Miravé. Tota la seva conca hidrogràfica, incloent un afluent, pertany al municipi de Llobera. Aquest afluent té una longitud de 775 metres. En conseqüència, la seva xarxa hidrogràfica consta de dos cursos fluvials que sumen una longitud total de 2.118 m. que també transcorren íntegrament pel terme de Llobera.